# Paola Mosca Barberis
Paola Mosca Barberis (Biella, 12 agosto 1977) è un'ex sciatrice alpina italiana.

## Biografia
Specialista delle prove veloci originaria di Biella, la Mosca Barberis in Coppa Europa esordì il 16 dicembre 1994 a Gressoney-La-Trinité in slalom gigante (39ª), conquistò il primo podio il 16 gennaio 1997 a Pra Loup in supergigante (3ª) e l'unica vittoria il giorno successivo nelle medesime località e specialità. Sempre nel 1997 esordì in Coppa del Mondo, il 23 gennaio a Cortina d'Ampezzo in discesa libera (39ª), e conquistò l'ultimo podio in Coppa Europa, il 7 febbraio a Sankt Moritz in nella medesima specialità (2ª). Il 19 dicembre 1998 prese per l'ultima volta il via in Coppa del Mondo, a Veysonnaz in discesa libera, ottenendo il suo miglior piazzamento nel circuito (29ª); si ritirò all'inizio della stagione 1999-2000 e la sua ultima gara fu il supergigante di Coppa Europa disputato il 22 dicembre all'Alpe d'Huez, chiuso dalla Mosca Barberis al 51º posto. Non prese parte a rassegne olimpiche o iridate.

## Palmarès

### Coppa del Mondo
- Miglior piazzamento in classifica generale: 120ª nel 1999

### Coppa Europa
- Miglior piazzamento in classifica generale: 4ª nel 1997
- 3 podi:
  - 1 vittoria
  - 1 secondo posto
  - 1 terzo posto

#### Coppa Europa - vittorie
| Data            | Località | Paese   | Specialità |
| --------------- | -------- | ------- | ---------- |
| 17 gennaio 1997 | Pra Loup | Francia | SG         |

Legenda:

SG = supergigante

### Campionati italiani
- 1 medaglia[2][3][4][5][6]:
  - 1 bronzo (supergigante nel 1997)